# 늑대의 유혹 (영화)
《늑대의 유혹》은 2004년에 개봉한 대한민국의 로맨스 영화이다. 귀여니의 동명 소설이 원작이다. 김태균 감독이 연출했고, 조한선, 강동원, 이청아가 출연했다.

## 줄거리
시골에서 도시로 이사온 소녀 정한경. 과거 좋아했던 남자가 친구와 사귄다는 소식을 듣고 돌아오는 버스안에서 펑펑 울다 어떤놈이 던진 실내화에 맞는다. 실내화를 던진 반해원은 학교 여학생들을 구름처럼 몰고다니는 원조 킹카로 소문나 있었고 그는 이렇게 알게 된 한경에게 첫눈에 반하고 만것이다. 하지만 문제는 해원의 옆학교 성권고의 짱 정태성도 한경을 점찍어뒀다는 것이다. 두 남자는 한경을 사이에 두고 팽팽한 기싸움을 하게 되지만 기싸움은 금세 끝나고 만다. 태성과 한경은 이복남매였던 것이다. 결국 두사람은 헤어지고 태성은 호주로 유학을 떠나버렸다. 그런데 나중에, 해원이 한경을 찾아와 사실 태성은 유학간게 아니라며 엄청난 진실을 털어놓는다.

## 캐스팅
- 조한선 : 반해원 역
- 강동원 : 정태성 역
- 이청아 : 정한경 역
- 정다혜 : 한다름 역
- 권오민 : 한주호 역
- 이천희 : 유원 역
- 이지희 : 이보정 역
- 송채민 : 유제희 역
- 김하은 : 이나윤 역
- 안형준 : 김대한 역
- 조경훈 : 말죽가리 역
- 김응수 : 선생님 역
- 도용구 : 새아빠 역
- 남정희 : 친할머니 역
- 문미봉 : 외할머니 역
- 차영옥 : 고모 역
- 정혜영 : 어린 한경 역
- 신태훈 : 어린 태성 역
- 홍지영 : 깔깔깔 1 역
- 차유정 : 깔깔깔 2 역
- 이지혜 : 깔깔깔 3 역
- 소영철 : 해원패거리 1 역
- 이종수 : 해원패거리 2 역
- 정현우 : 해원패거리 3 역
- 조인형 : 해원패거리 4 역
- 이기혁 : 해원패거리 5 역
- 이명수 : 건달 1 역
- 임청섭 : 건달 2 역
- 김준홍 : 성권공고 1 역
- 정우혁 : 성권공고 2 역
- 조정희 : 성권공고 3 역
- 이수진 : 칠공주 1 역
- 박영은 : 칠공주 2 역
- 정소영 : 칠공주 3 역
- 박하경 : 칠공주 4 역
- 신철진 : 사진사 역
- 박용두 : 의사 역
- 박진희 : 간호사 역
- 천호진 : 태성아빠 역(특별출연)
- 김보연 : 엄마 역 (특별출연)